# Zamach stanu w Estonii (1924)
Zamach stanu w Estonii w 1924 r. (nazywany także powstaniem 1 grudnia, est. 1. detsembri riigipöördekatse, ros. Перводекабрьское восстание) – nieudana próba przewrotu przeprowadzona przez Komunistyczną Partię Estonii w grudniu 1924 r.

## Tło wydarzeń

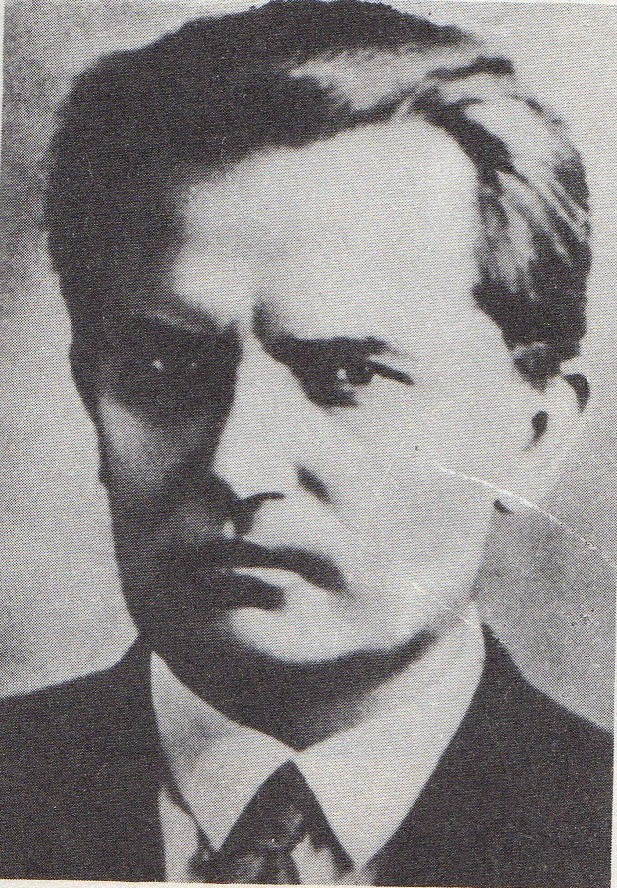
Jaan Anvelt kierował przygotowaniami do zamachu stanu, który komuniści estońscy usiłowali przeprowadzić 1 grudnia 1924 r.

W pierwszych latach istnienia niepodległej republiki estońskiej sytuacja ekonomiczna kraju była bardzo trudna. Sprzyjało to zdobywaniu popularności przez nielegalną Komunistyczną Partię Estonii, głoszącą hasła skrócenia dnia pracy, podwyżek płac, wprowadzenia ubezpieczeń na wypadek choroby. W 1922 r. liczbę członków KPE szacowano na 1320 osób, zaś dwa lata później było ich dwa tysiące. Ponadto w kraju legalnie działały związki zawodowe, w których wiodącą rolę odgrywali działacze komunistyczni, wydawana była radykalnie lewicowa prasa. W 1923 r. w wyborach do Riigikogu lista Jednolitego Frontu Pracujących, faktycznie startująca z programem komunistycznym, zdobyła dziesięć mandatów do parlamentu. Równocześnie ruch komunistyczny był zwalczany przez władze estońskie, widzące w nim zagrożenie dla niepodległości kraju. W latach 1920–1924 przed estońskimi sądami odbyło się ponad 70 procesów osób oskarżonych o zaangażowanie w nielegalną działalność partyjną, w tym spraw, w których oskarżonych było po kilkadziesiąt osób. 3 marca 1922 r. aresztowany został lider KPE Viktor Kingissepp, którego jeszcze tego samego dnia postawiono przed sądem wojskowym, a dzień później rozstrzelano.
Gdy sytuacja ekonomiczna w kraju w 1924 r. uległa dalszemu pogorszeniu, estońscy komuniści otrzymali z Moskwy polecenie przejęcia władzy drogą zamachu stanu. 
Plan zakładał, iż miejscowi działacze rozpoczną w stolicy Estonii powstanie, które "wesprze" następnie Armia Czerwona. Jej dodatkowe oddziały zostały skierowane nad radziecko-estońską granicę, radzieckie media rozpoczęły antyestońską kampanię propagandową. Do Estonii przerzucono również dodatkowych działaczy komunistycznych, którzy po wojnie domowej w Rosji i nieudanej próbie ustanowienia władzy radzieckiej w Estonii osiedli w ZSRR. KPE sformowała złożone z robotników kompanie i bataliony, do których weszło ok. tysiąca osób, z czego 400 w samym Tallinnie. Działacze KPE przekonali radzieckich przywódców do idei przewrotu, sugerując, że ich wystąpienie spotka się z masowym poparciem robotników i żołnierzy, faktycznie wprowadzając ich w błąd i przeszacowując swoje wpływy w Estonii.

## Przebieg próby przewrotu

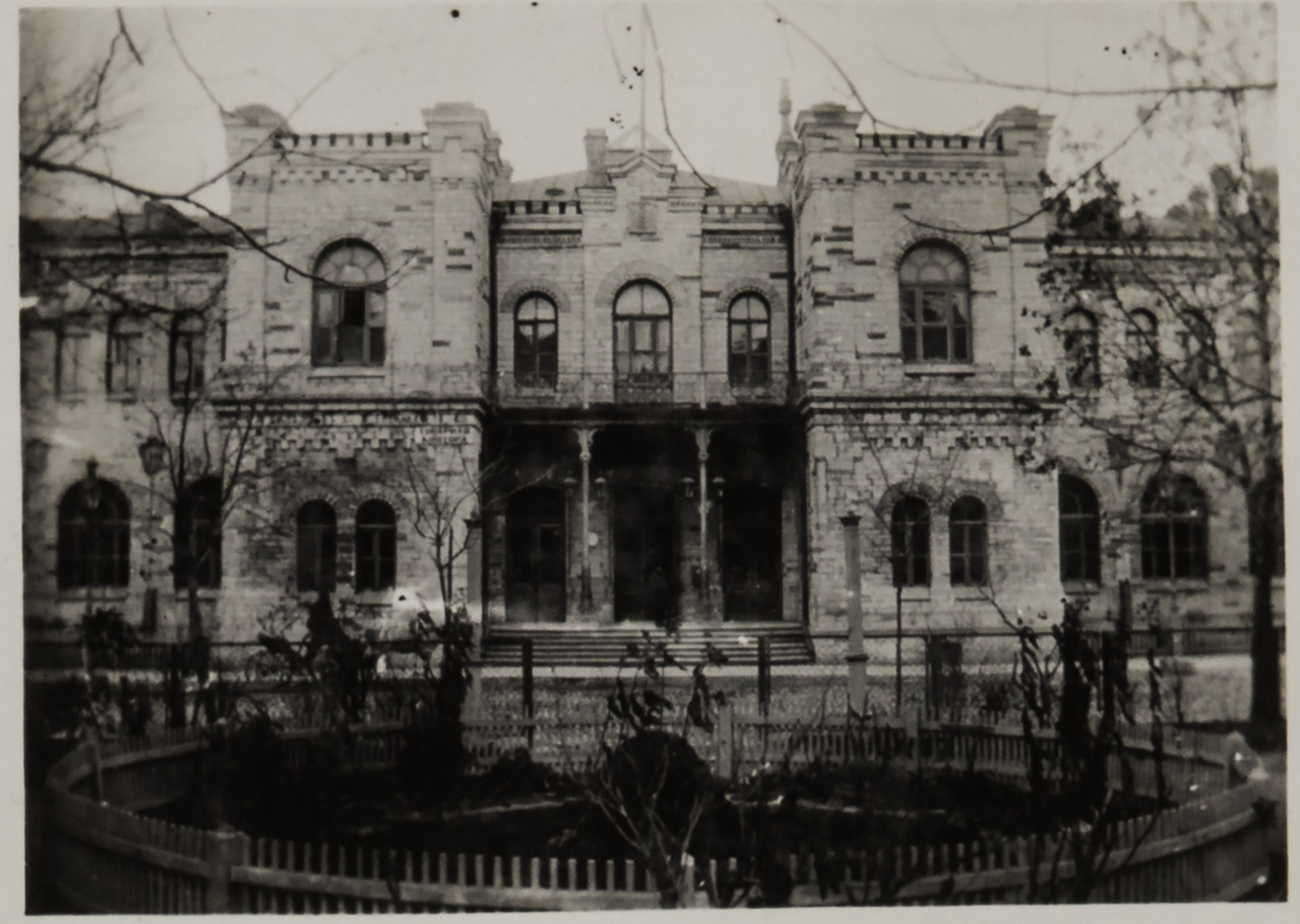
Budynek Dworca Bałtyckiego w Tallinnie został opanowany przez komunistów podczas nieudanego zamachu stanu

27 listopada 1924 r. w Tallinnie zakończył się kolejny zbiorowy proces komunistycznych aktywistów; wycofano wtedy specjalną ochronę gmachów rządowych w stolicy Estonii. Dwa dni później komuniści sformowali komitet wojskowo-rewolucyjny i zdecydowali, że przewrót zostanie przeprowadzony w Tallinnie 1 grudnia, a w kolejnych dniach w następnych miastach. Przygotowaniami do zamachu stanu kierował jeden z liderów KPE Jaan Anvelt. KPE była infiltrowana przez policję, toteż władze estońskie spodziewały się próby przewrotu, nie wiedziały jednak, kiedy miał on nastąpić. 
Uzbrojone grupy komunistów przystąpiły do działania o 5.15 w wyznaczonym dniu. Liczbę realnie uczestniczących w zbrojnym wystąpieniu szacuje się na 250 osób. Według innego źródła było to 279 dobrze uzbrojonych ludzi, co niemniej stanowiło niewielką część działaczy, którzy wcześniej deklarowali gotowość udziału w zamachu stanu. Udało im się opanować dwa dworce kolejowe w Tallinnie, budynek poczty głównej, niektóre jednostki wojskowe i siedzibę głowy państwa, ale nie zdążyli nadać ustalonego komunikatu do Moskwy. Wojsko i policja jeszcze tego samego dnia przejęły kontrolę nad sytuacją w mieście, jako że zamachowcy nie zyskali spodziewanego szerszego poparcia. Nie udało im się opanować żadnego z pozostałych zaatakowanych obiektów: szkoły wojskowej w Tondi, ministerstwa wojny, magazynów z bronią, koszar konnej policji ani budynków, w którym znajdowało się 149 komunistów skazanych w niedawno zakończonym procesie.  
W toku walk ulicznych zginęło ponad 40 osób po obydwu stronach oraz wśród przypadkowych cywilów. Według innego źródła 1 grudnia 1924 r. w Tallinnie zginęło 12 uczestników próby przewrotu i 21 wojskowych lub policjantów oraz cywilów. Dalszych sześciu komunistów policjanci lub żołnierze rozpoznali i zabili na miejscu w kolejnych dniach po przewrocie. Ponadto 155 komunistów i ich sympatyków zostało po stłumieniu próby przewrotu pojmanych i skazanych na śmierć przez sądy polowe. Oddziałami tłumiącymi komunistyczne wystąpienie dowodził gen. Johan Laidoner, rząd ogłosił stan wojenny. Kolejne 209 osób zostało skazanych przez sądy wojskowe za udział w przygotowaniach do przewrotu lub działalność w partii bezpośrednio przed nim. 198 komunistom, w tym Jaanowi Anveltowi, udało się zbiec z Estonii do ZSRR. 
Klęska przewrotu sprawiła, że działalność estońskich komunistów uległa całkowitemu załamaniu. W 1930 r. nie posiadali ani jednej lokalnej komórki partyjnej, a w 1938 r. łączną liczbę znajdujących się w Estonii komunistów, w tym odbywających kary więzienia, szacowano na 130 osób. Związek Radziecki zrezygnował z prób przejęcia kontroli nad Estonią poprzez wspieranie miejscowej radykalnej lewicy.